# We Married Margo
Pour plus de détails, voir Fiche technique et Distribution.
We Married Margo est un film indépendant américain, réalisé par J. David Shapiro en 2000.

## Synopsis
Le film raconte l'histoire de deux amis mariés à la même femme, basée sur l'expérience des scénaristes Shapiro et Dozier, qui se sont rencontrés après être sortis avec la même femme appelée Margaux.

## Fiche technique
- Titre original : We Married Margo
- Réalisation : J. David Shapiro
- Scénario : J. David Shapiro, William Dozier
- Producteurs : Karen Shapiro, Nancy Shapiro, Pamela Shapiro Schloss et Stephen Zakman
- Directeur de la photographie : Jeff Baustert
- Origine du film :  États-Unis
- Durée : 85 minutes
- Genre : comédie
- Langue : anglais
- Date de sortie :
  - États-Unis : 25 janvier 2000

## Distribution
- Kylie Bax : Margo
- J. David Shapiro : Jake
- William Dozier : Rock

Caméos
- Kevin Bacon (Kevin Bacon y explique le principe des Six Degrees of Margo[1], en référence au jeu des Six Degrees of Kevin Bacon)
- Tom Arnold
- Maurice Benard
- Dan Cortese
- Cindy Crawford
- Erik Estrada
- Julie Moran
- Rob Moran
- Mark O'Meara
- Payne Stewart
- Victoria Tennant